# Philadelphia soul
Philadelphia (ili Philly) soul, ponekad se još naziva 'Philadelphia Sound' ili 'Sweet Philly', je soul stil glazbe kojeg karakterizira bogatstvo funka i veliki utjecaj instrumentalnih aranžmana. Često se u izvedbam 'Philly soul' u pozadini može čuti profinjeni zvuk 'glockenspiela' (glazbeni instrument koji spada u porodicu udaraljki). Smatra se da su prvi temelji žanra položeni na kasno noćnoj radio postaji 'Quiet Storm' i u stilu smooth jazza, koji se spajaju s R&B-om, ritam sekcijom 1960-ih, tradicionalnim pop vokalna izvedba i nešto većeg naglašenog jazz utjecaja u svojim melodijskim strukturama i aranžmane.

## Stil
Zbog naglasa na zvuk, aranžmane i relativnu anonimnost, mnogi izvođači u stilu 'Philadelphiskog soula, često se smatraju proizvođačima žanra.
'Philadelphia soul' ili zvuk Philadelphiskih skladatelja i producenata uključuje Thoma Bella, Lindu Creed, Normana Harrisa, Dextera Wansela i timsku produkciju od Genea McFaddena i Johna Whiteheada i Kennyja Gamblea i Leona Huffa (drugi par 'Philadelphia International Recordsa'), koji su radili u studiju i razvijali jedinstveni Philadelphiski zvuka koristeći ga kao podlogu za razne vokalne izvedbe.  Mnogi od tih glazbenika snimali su s instrumentalnim sastavom 'MFSB (Mother Father Sister Brother', koji je ima hit skladbu iz 1974. godine "TSOP (The Sound of Philadelphia)". Dodatno se još u 'Philadelphiskom soundu' ističu basista Ronald Baker, gitarista Norman Harris i bubnjar Earl Young, koji su bili članovi sastava 'The Trammps', ali su snimke proizvodili i solo. Njih trojica su bili osnovna ritam sekcija za 'MFSB' i vodili su izdavačku kuću 'Golden Fleece' koja je bila pod 'Philadelphia International', a distribuirali su za 'CBS Records' (sada 'Sony BMG'), nakon čega Harris osniva 'Gold Mind' izdavačku kuću u suradnji s 'SalSoulom'. 'Gold Mind' objavljuje snimke od First Choice, Loleatta Holloway i Love Committee (svi imaju znažajke produkcije Baker/Harris/Young na njihovim materijalima). Njihove hit skladbe "Double Exposure" i "Ten Percent" iz 1976. godine, prvi je komercijalni 12-inčni singl.
U 'Salsoulu' orkestar je bio sastavljen od ključnih svirača 'MFSB'. 'Salsoul' orkestar (kako i njegovo ime implicira) oslanjao se na R&B i latino glazbene ukuse. Orkestrom je u jednom trenutku dirigirao Mike Douglas televizijski vođa sastava i vibrafonist Vincent Montana Jr., drugi osnivački član 'MFSB'-a.
'Philadelphia soul' žanr svoju najveću popularnost je imao tijekom 1970-ih godina i pripremio scenu za konstrukciju disco i suvremene urbane glazbe, koja je nastala kasnije krajem desetljeća.

## Istaknuti izvođači
Istaknuti izvođači 'Philadelphia soula' uključuju:
- Jean Carn
- The Delfonics
- The Intruders
- The Jones Girls
- First Choice (sastav)
- Patti LaBelle
- Harold Melvin & the Blue Notes
- MFSB
- The O'Jays
- Billy Paul
- Teddy Pendergrass
- The Spinners
- The Stylistics
- The Three Degrees
- The Trammps
- Blue Magic
- The Soul Survivors
- Dexter Wansel
- Gamble and Huff - Istaknuti skladatelj i producent
- Thom Bell - Istaknuti skladatelj i producent
- Daryl Hall & John Oates
- The Ethics
- Jerry Butler
- Charles M. Mann - Pjevač i skladatelj

## Vanjske poveznice
- Produkcija 'Philadelphia Sounda'  Arhivirana inačica izvorne stranice od 12. prosinca 2008. (Wayback Machine)